# ケーニグセグ・CCX

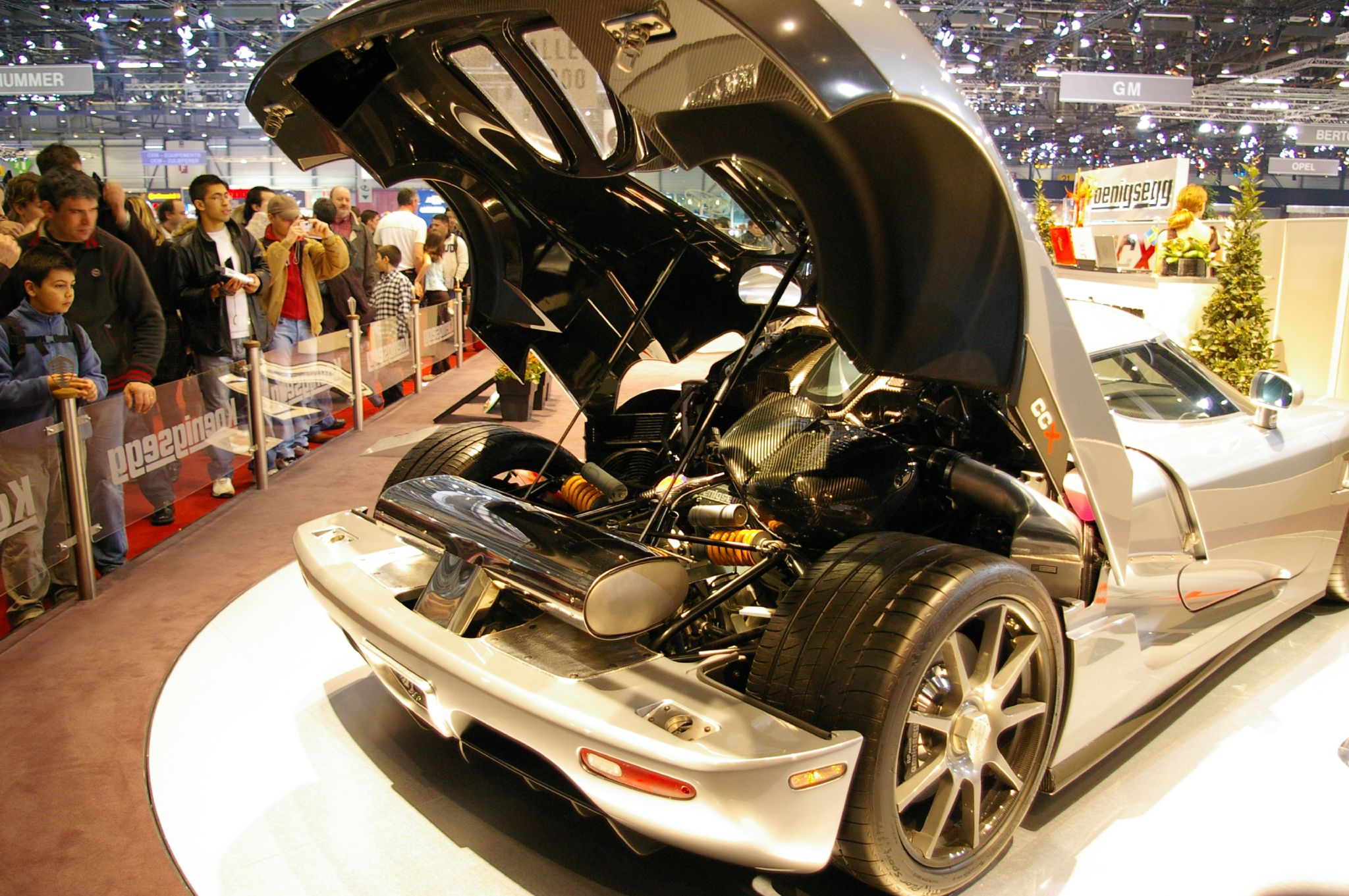
エンジンルーム

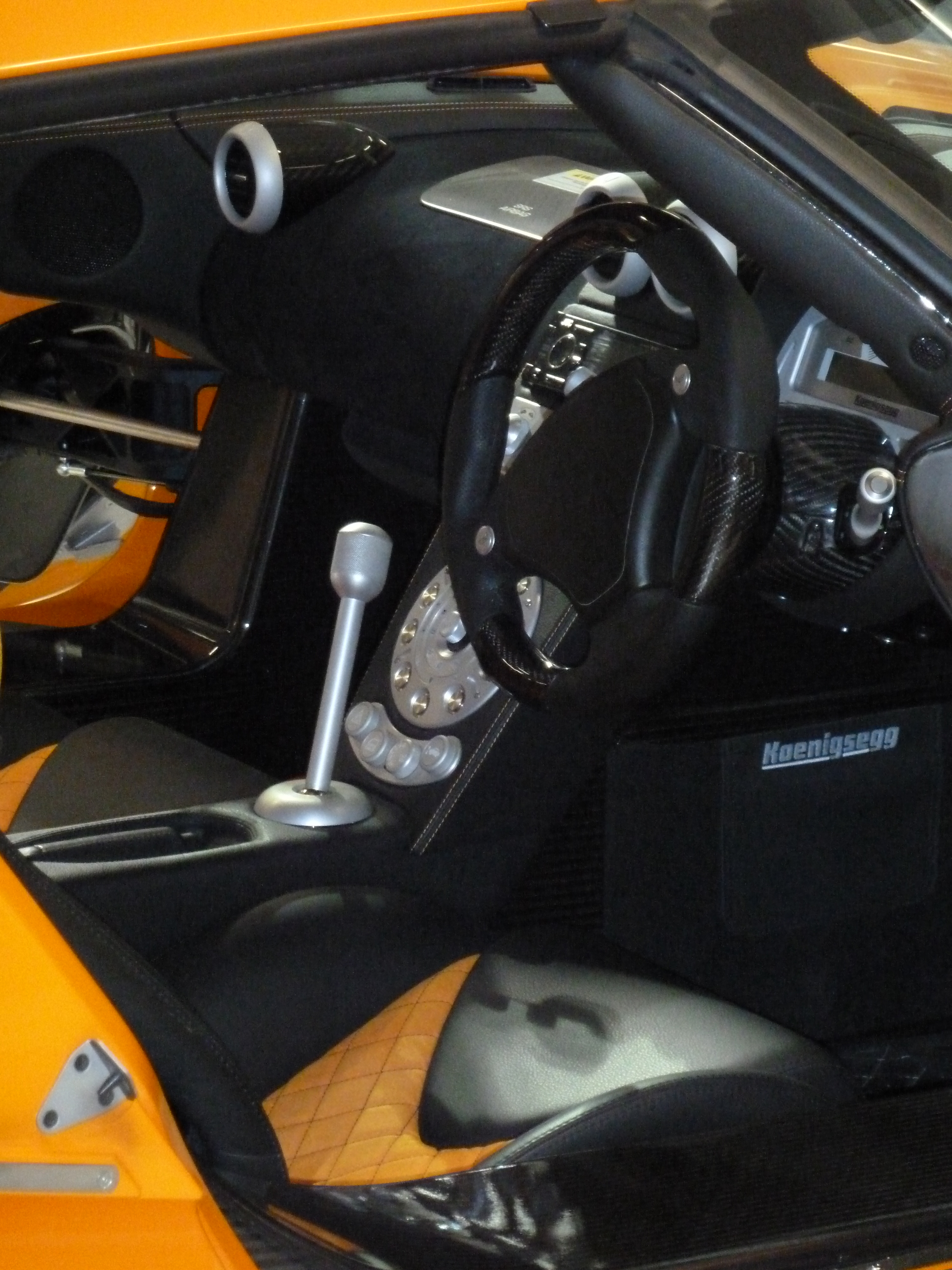
CCXのインテリア

ケーニグセグ・CCX（Koenigsegg CCX ）は、スウェーデンの自動車メーカー、ケーニグセグが製造していたスーパーカーである。ケーニグセグ・CCRの後継モデルである。

## 概要
CCXとは「コンペティション・クーペ・X」（Competition Coupe X ）の略で、Xは10を表している。CCXが発売された2006年は、ケーニグセグ最初のスポーツカー「CC PROTOTYPE」の誕生から10年目となる節目の年である。2006年2月のジュネーヴ・モーターショーにて正式発表された。
アメリカでの市場を確保するためアメリカ人の体格に合わせられ、アメリカの走行基準に適合するように設計された。
2ドア・2シーターで、着脱可能なルーフを備えたタルガトップ仕様。車高はCCRより41mm高くなり、ヘッドルームは50mm拡大した。
フロントバンパーは低速バンパー衝突テストに対応し安全性が向上、アメリカの後部衝突基準に適合させたことにより全長はCCRより88mm長くなった。バックランプはマツダ・RX-7(FD3S型)から流用している。
ボディはカーボン+ケブラー製。ドアは外側にせり出し上に持ち上がるという変わった機構を持ったラプタードア（猛禽類の翼を連想させることから）であるが、これは駐車時の最大スペースも考慮されている。ホイールは前：19インチ、後：20インチでマグネシウム合金製。タイヤはミシュランのパイロットスポーツ2。シートはスパルコとの共同開発によるカーボンシート。オプションでセラミックディスクブレーキやカーボン/マグネシウムホイールが選べる。
エンジンは4.7LV8DOHC+ツインスーパーチャージャーをMRレイアウトで搭載。CCR同様フォード製モジュラーエンジンがベースだが、ケーニグセグ自身により全域にわたり再設計されており、アメリカに合わせオクタン価91のガソリンや、カリフォルニアの排出規制にも適合させた。エンジンブロックはオールアルミニウム合金製。組み立ても自社工場で行われる。
806hp（817PS）/6,900rpmという高出力を発生し、0-100km/h加速3.2秒、最高速度395km/h。トランスミッションは6速MT。後継車はアゲーラ。

## バリエーション

### CCX EDITION

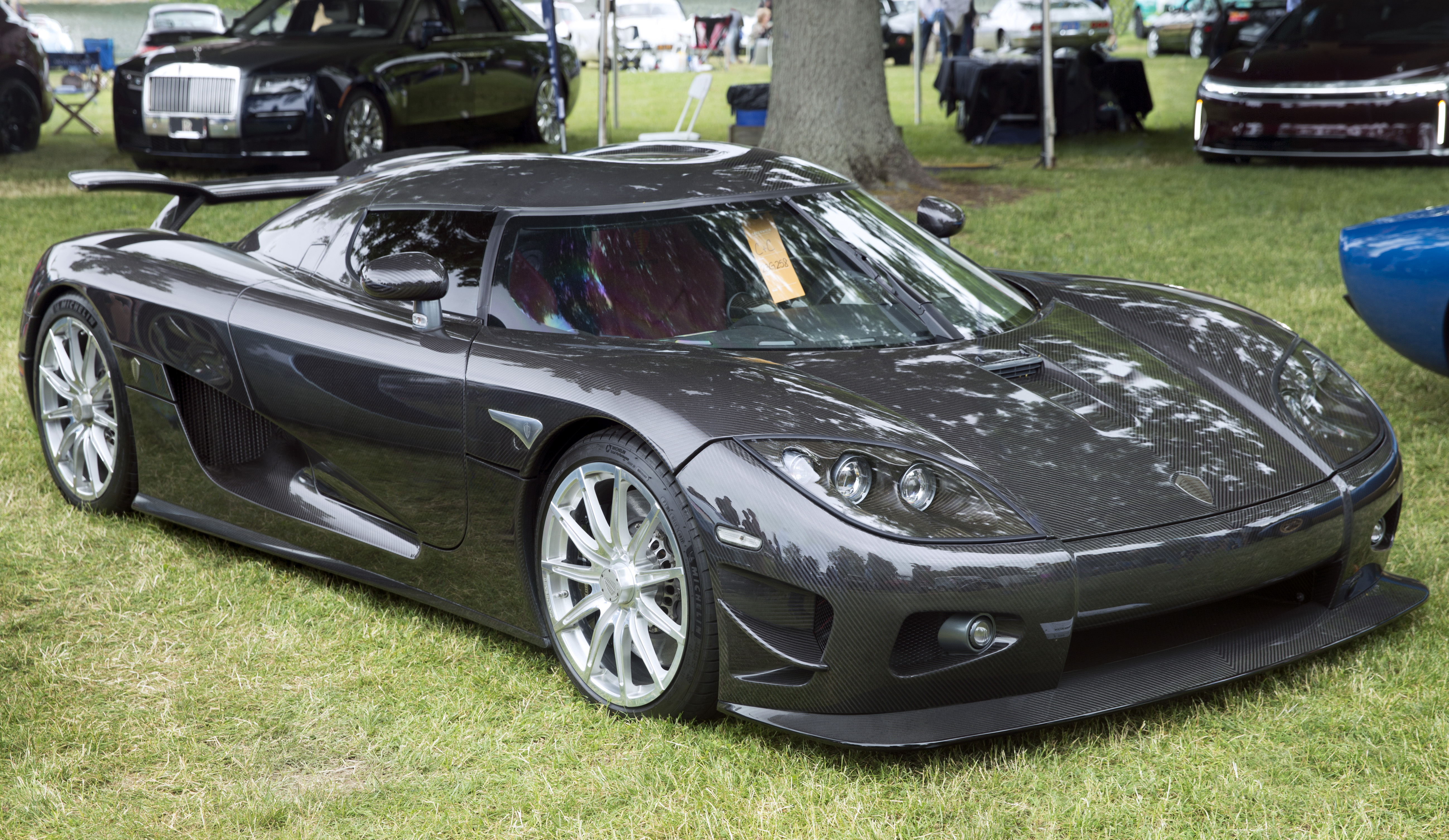

CCXのハイパフォーマンス仕様。新設計のエアロパーツを装備し、生産台数は僅か2台のみである

### CCXR

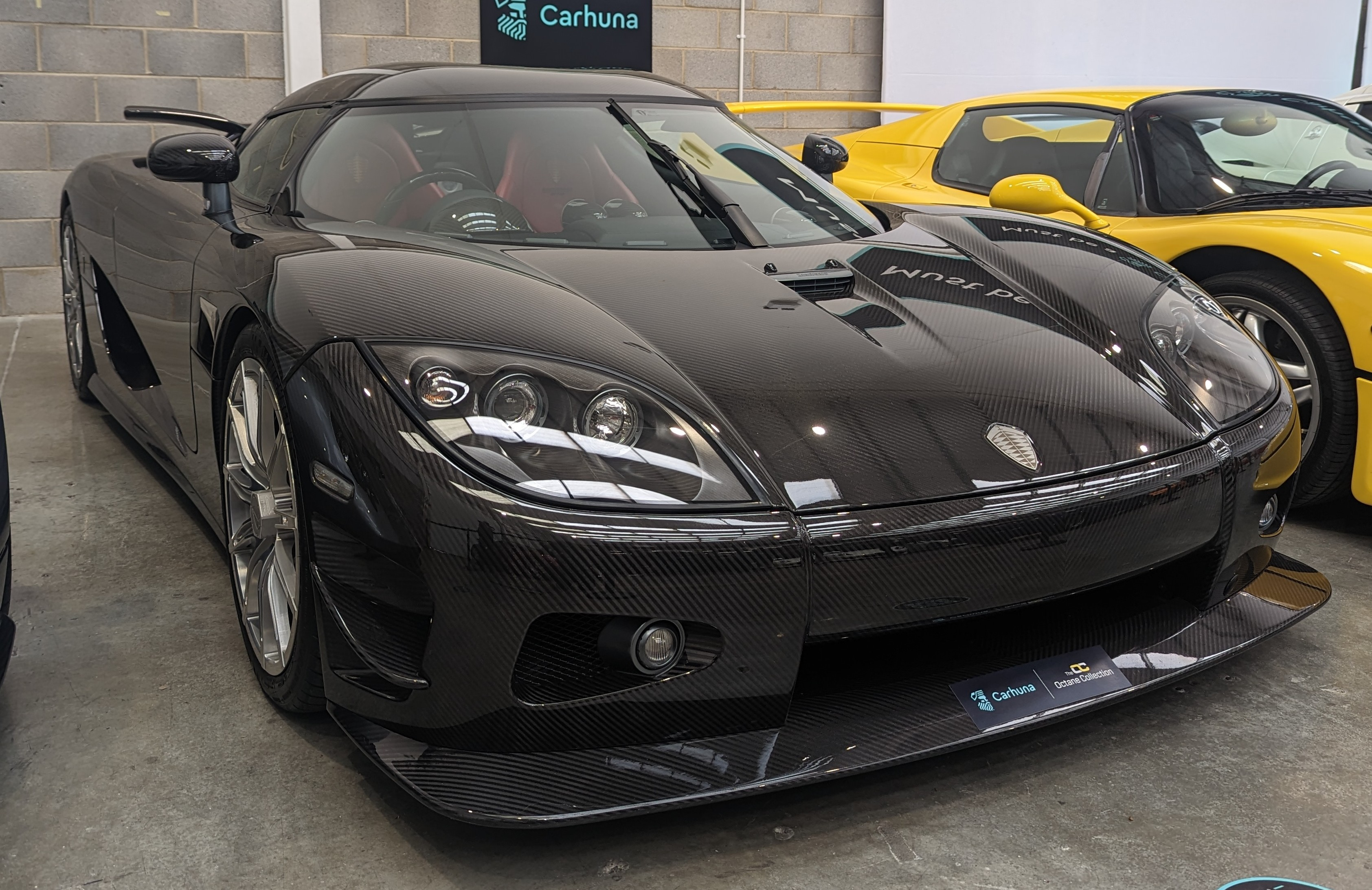

CCXの環境配慮仕様。CCXと同様にツインスーパーチャージャー付V8エンジンを搭載するが、燃料にオクタン価98のガソリンの他にもE85バイオマスエタノールやE100のエタノール燃料が使用できる。ガソリン使用時は最高出力806hpと変わらないがE85使用時にはエタノールが気化する際の冷却効果により1,018hpを発生する。エンジンの変更点は、燃料噴射装置、燃料ライン、ピストンリング、スーパーチャージャーのセッティングのみで、二酸化炭素排出量もCCXのそれより低くなっている。

### CCXR EDITION

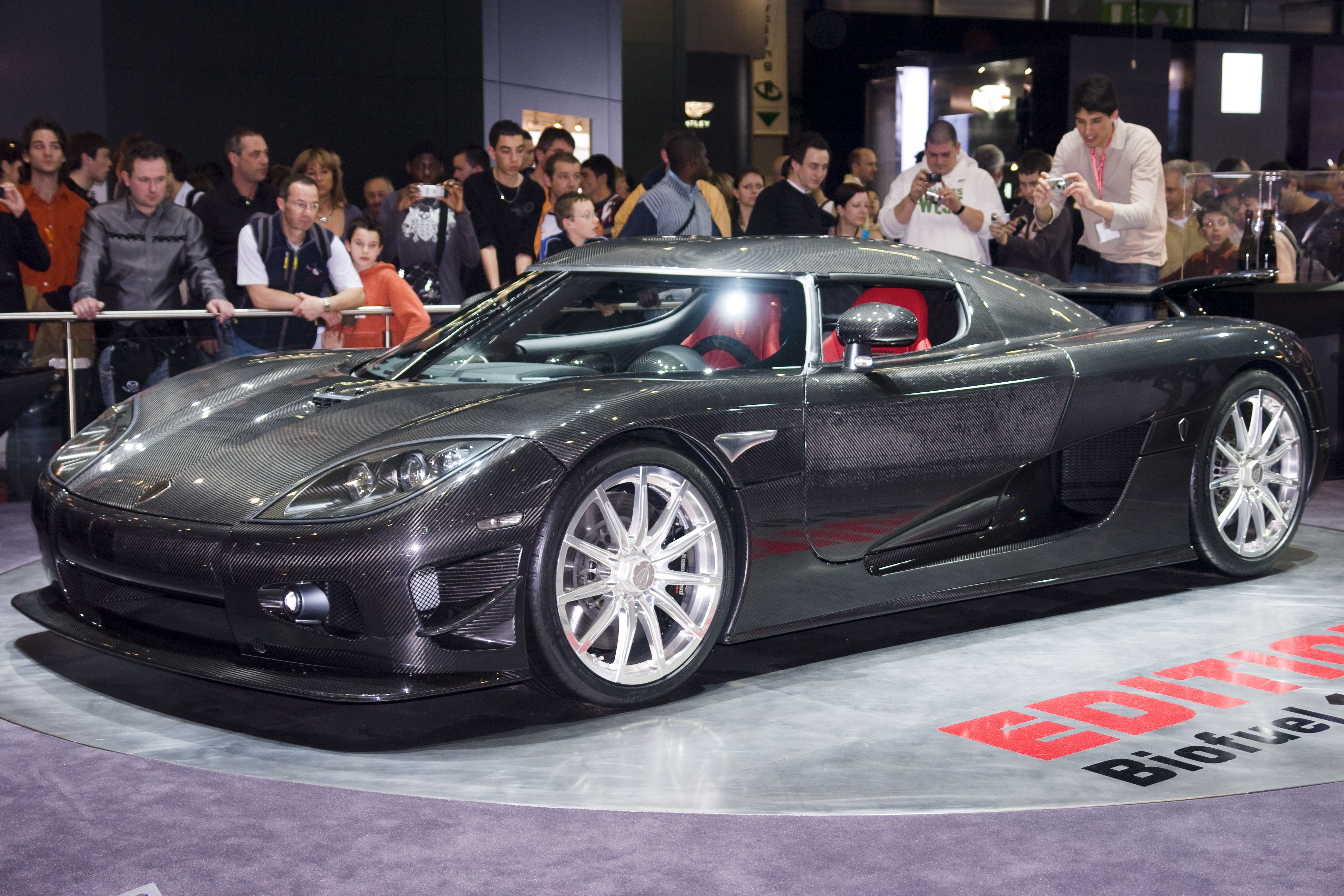

CCXRのハイパフォーマンス仕様。エンジンなどはCCXと同じものだが、足回りをレーシング仕様に変更してある。

### CCXR TREVITA

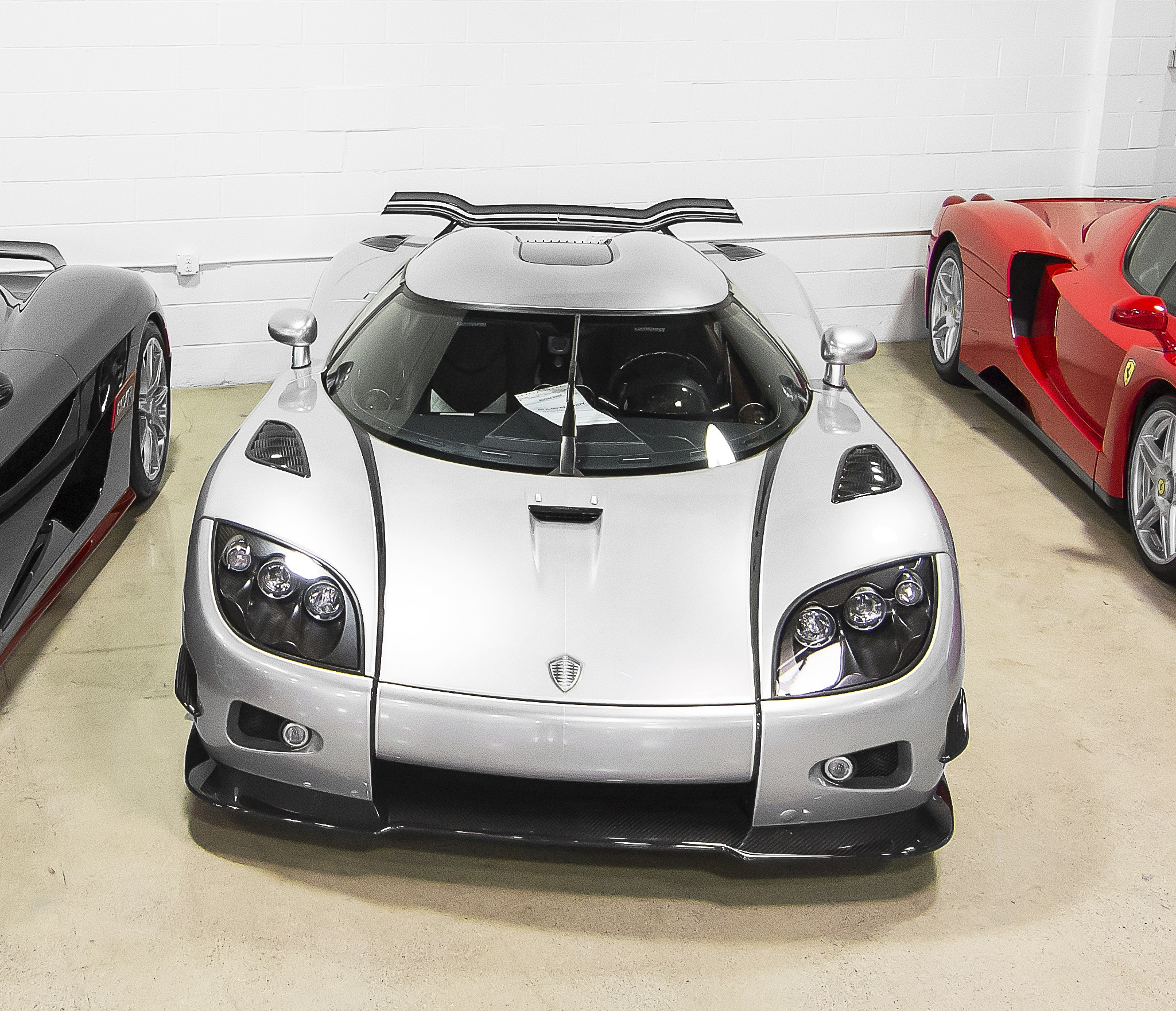

CCXRの特別仕様車。車名の「TREVITA(トレヴィータ)」はスウェーデン語で「三つの白色」を意味し、その名の通りボディがホワイトカーボンファイバーで、銀白色に輝いて見える。当初の予定では３台が限定生産される予定だったが、ホワイトカーボンファイバーは製造に大変な困難と時間を伴うため、最終的に２台のみの生産となった。

### CCXR SPECIAL EDITION

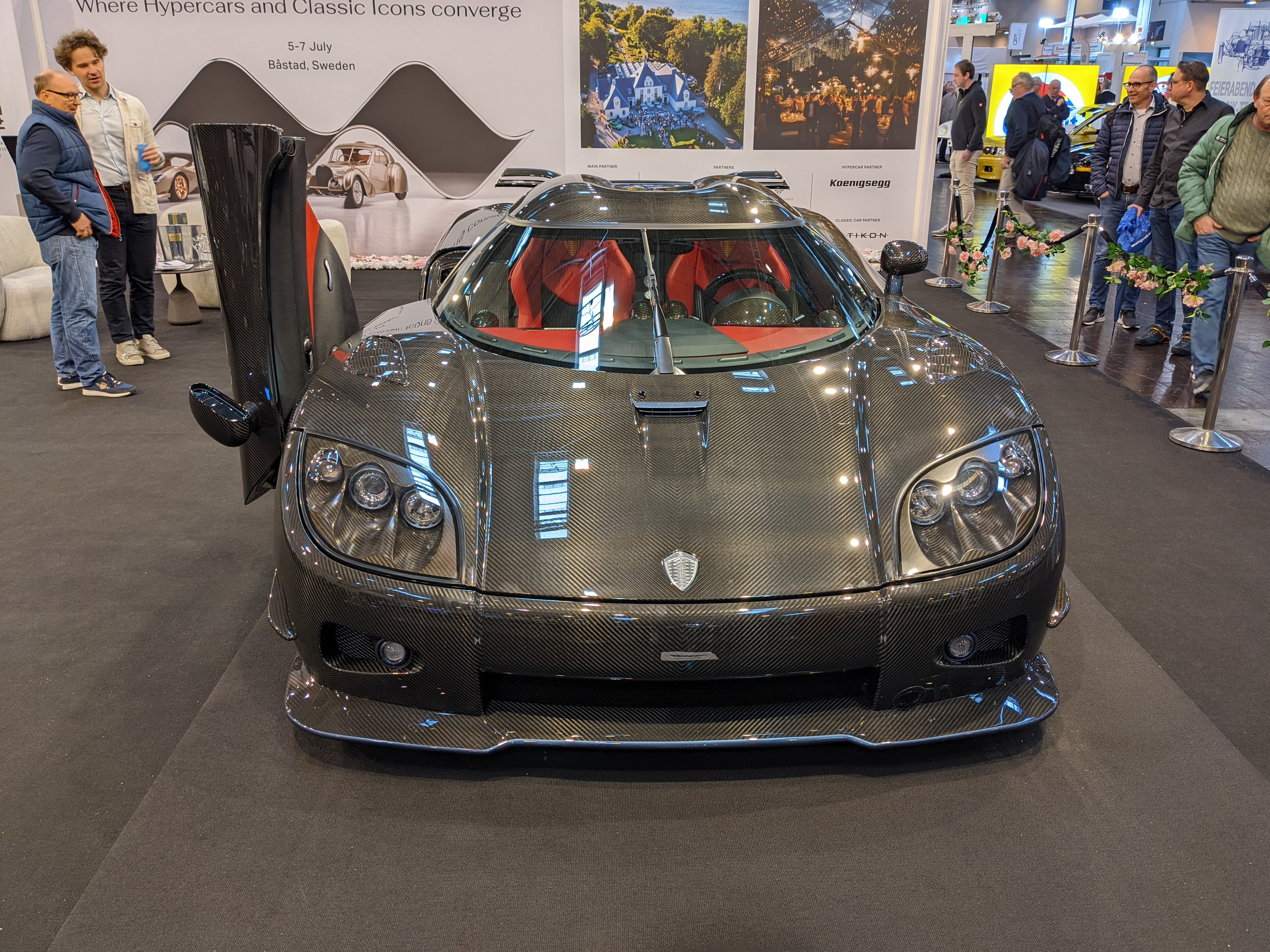

CCXRシリーズの最終モデル。ダブルF1ウイングと呼ばれるユニークなリアウイングをはじめ、新設計のエアロパーツが装備されており、ケーニグセグ社初のF1パドルシフトを採用している。生産台数は2台。